# 3 Count Bout
3 Count Bout , conocido en Japón como Fire Suplex ( ファイヤースープレックス? ) , es un videojuego de lucha libre de arcade lanzado por SNK en 1993.

## Luchadores
- The Gandhara - 200 pounds, 5 feet 11 inches
- Leo Bradley - 297 pounds, 6 feet 3 inches
- The Red Dragon - 250 pounds, 5 feet 10 inches
- Gochack Bigbomb - 441 pounds, 7 pies (2,1 m)
- Terry Rogers - 284 pounds, 6 feet 1 inch
- Blues Hablam - 352 pounds, 6 feet 2 inches
- Roy Wilson - 297 pounds, 6 feet 6 inches
- Big Bomberder - 441 pounds, 7 pies (2,1 m)
- Blubber Man - 352 pounds, 6 feet 2 inches
- Master Barnes - 360 pounds, 6 feet 8 inches

## Gameplay
El juego consiste en 5 campeonatos con sus propias etapas. El primer tipo etapa es un ring de lucha libre, donde los opositores pueden rebotar desde los bordes y pueden estar fuera de límites. El segundo tipo es el escenario de lucha de la calle, donde hay objetos para destruir y armas para empuñar. La última etapa es la etapa electrictity donde las fronteras son perjudiciales y se usan las armas. Presione el botón A para perforar. Pulse el botón B para patear. Pulse el botón C para saltar. Pulse los botones A y B simultáneamente para un retiro de movimiento rápido. Tire de la palanca de mando dos veces en una dirección que correr de esa manera. Si el jugador corre en la dirección de un borde de ring de boxeo, pueden recuperarse. Si el jugador es hacia abajo, pulse repetidamente el botón A y tire de la palanca a la izquierda y derecha para levantarse. Pulse el botón C para soltar el cuerpo en un oponente caído. Pulse el botón a muchas veces rápidamente a utilizar un ataque especial. Pulse el botón A o B en un oponente caído a agarrar y luchar. Cuando el jugador y el choque oponente en una lucha, pulse los botones A y B lo más rápido posible para hacer retroceder. Pulse el botón D de precisar un oponente caído y lo sostenga durante 3 segundos para ganar. Alternativamente, algunos combatientes tienen poder y que pueden forzar a un oponente con baja resistencia a presentar.

## Recepción
Famicom Tsushin puntuó la versión Neo Geo del juego con 24 de los 40 puntos.